# Franco Rasetti

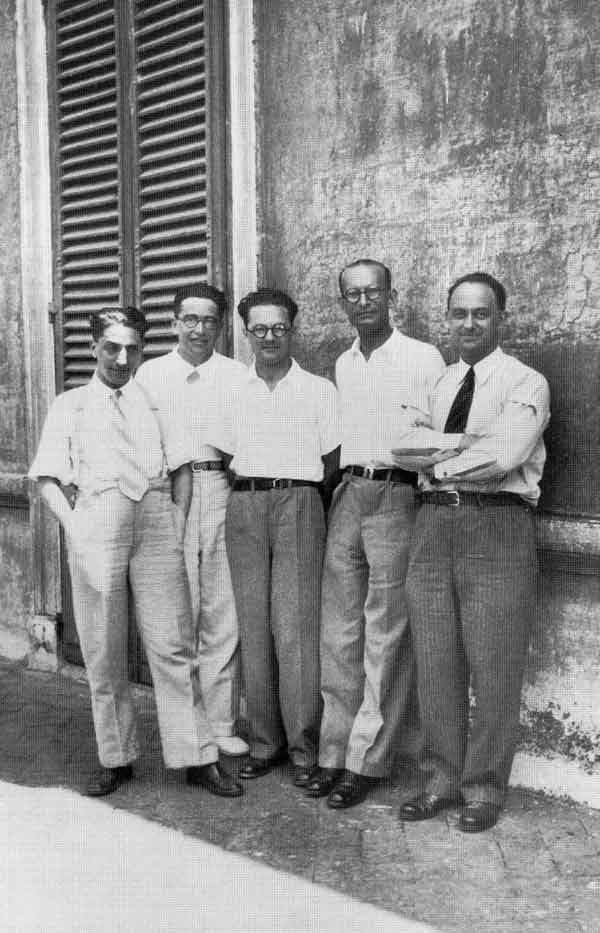
Franco Rasetti, vierde van links

Franco Dino Rasetti (Castiglione del Lago, 10 augustus 1901 – Borgworm, 5 december 2001) was een Italiaans-Amerikaans natuurkundige. Samen met Enrico Fermi ontdekte hij belangrijke processen die leiden tot kernsplijting. Waarschijnlijk zijn belangrijkste persoonlijkste bijdrage aan de wetenschap was zijn bewijs dat het heersende model van de atoom, als bestaande uit protonen en elektronen, incompleet was.

## Academisch leven
Rasetti studeerde oorspronkelijk voor ingenieur aan de Universiteit van Pisa, maar vanwege zijn vriendschap met Fermi stapte hij over naar natuurkunde. Vaanwege zijn technische achtergrond beschikte hij over een groot talent voor experimenten. Toen hij in 1927 een positie aangeboden kreeg op de Universiteit van Rome was Fermi daar ook net hoofd theoretische natuurkunde geworden. Rasetti bekleedde er drie jaar later de leerstoel spectroscopie.
Om de structuur van het atoom te bestuderen, stelde Rasetti een groep jonge wetenschappers samen die haar sporen na zou laten in de wetenschapswereld. Behalve hijzelf en Fermi behoorden ook de latere Nobelprijswinnaar Emilio Segrè, de later op raadselachtige manier verdwenen Ettore Majorana en Bruno Pontecorvo – die zijn kennis later mee zou nemen naar Rusland – tot die groep. In de zomer van 1935 werd Rasetti door Fermi naar de Verenigde Staten gestuurd om met name het laboratorium van Robert Millikan in Pasadena en het Radiation Laboratorium in Berkeley te bezoeken en kennis van de aldaar toegepaste technieken op te doen. In 1938 dreef het fascistische bewind van Benito Mussolini het samenwerkingsverband uit elkaar, toen de leden naar verschillende landen uitweken. Hoewel Rasetti zelf weinig te vrezen had – hij was niet Joods – was hij wel antifascistisch.

## Carrière-wending
Rasetti weigerde op morele gronden te werken aan het Manhattanproject. Voor het begin van de Tweede Wereldoorlog vertrok hij uit Italië, naar Canada. Daar nam hij de leerstoel natuurkunde aan van de Franstalige Université Laval in Quebec.
Rasetti keerde op latere leeftijd de natuurkunde de rug toe en wijdde zich aan paleontologie en botanie. Nadat de atoombommen op Hiroshima en Nagasaki geworpen waren, walgde hij van fysica. Hij werd een expert op het gebied van trilobiete fossielen en dat van wilde bloemen – zoals orchideeën – in de Alpen. In 1947 ging Rasetti naar de Verenigde Staten, waar hij zich in 1952 liet naturaliseren. In 1931 won Rasetti de Matteucci Medal.
De laatste jaren van zijn leven bracht hij door in een bejaardentehuis in België.

## Publicaties
- Elements of Nuclear Physics (1936)

- Bibsys: 99009818
- Biblioteca Nacional de España: XX1381925
- Bibliothèque nationale de France: cb127948131 (data)
- Gemeinsame Normdatei: 124886469
- International Standard Name Identifier: 0000 0001 0875 2037
- Library of Congress Control Number: n80164766
- Nationale Bibliotheek van Tsjechië: jx20080215008
- Nationale bibliotheek van Australië: 35442585
- Nationale Bibliotheek van Israël: 987007270934105171
- Nederlandse Thesaurus van Auteursnamen: 129719439
- Réseau des bibliothèques de Suisse occidentale: 02-A020028463
- Istituto Centrale per il Catalogo Unico: SBLV009328
- SNAC: w63b61g5
- Système universitaire de documentation: 067410200
- Trove: 954397
- Virtual International Authority File: 17349114
- WorldCat: E39PBJjRThqRgtHqxVT8hvrrMP